# Helmy Hansson
Blomfeldts Helmy Viola Hansson, född 21 juli 1910 i Stora Tuna församling, Kopparbergs län, död 6 mars 1993 i Stora Tuna församling, Kopparbergs län, var en riksspelman, vissångare och folkmusikinsamlare från Stora Tuna socken i Dalarna.
Hansson växte upp i en musikalisk familj. Hennes farmor Johanna Kristina Blomfeldt (1871-1941) och farfar Erik Blomfeldt (född 1871) sjöng mycket i hemmet. Hennes far Hjalmar Blomfeldt (1888-1968) var spelman och gjorde många egna låtar. Hansson fick sina första fiolkunskaper från honom och de spelade ofta ihop med Helmy som sekunderare.
Hansson blev ledare av Stora Tunas spelmanslag 1961 och var det fram till sin död. Samtidigt var hon aktiv medlem, samt kassör i 30 år från 1955, i Dalarnas Spelmansförbund när spelman Knis Karl Aronsson var ordförande.

## Diskografi
- Skämtvisor Och Polsktrallar (1973, Caprice) – fyra sånger
- Stora Tuna Spelmanslag & Blomfeldts Helmy Hansson, Hemfäla (1977, Coop) – två sånger och två låtar på fiol
- Mig Lyster Till Att Sjunga - Visor I Dalarna (1986, Hurv) – sju sånger